# なんでもチュー助
なんでもチュー助（The Possible Possum）とは、1965年から1971年にかけて番組販売で放送されたアメリカ合衆国のテレビアニメ。日本では1966年10月5日から1967年1月25日までフジテレビと関西テレビで水曜18時15分に放送され（学習研究社一社提供）、2002年8月20日からはスーパーチャンネル（スーパー!ドラマTV）で放送された。このアニメは、「アストロナッツ」と「ルノー」の3部構成となっている。テリー・トゥーンズによる製作。

## キャラクター
チュー助
声 - 不明
インテリの虫くん
声 - 三輪勝恵
ティム
声 - 三輪勝恵
- 役名不明 - 山崎唯、小林修、高橋和枝、平井道子、

## エピソード
1965
- Frieght Fright
- Darn Barn
- Git That Guitar
- The Toothless Beaver

1966
- Watch the Butterfly

1968
- Big Bad Bobcat
- Surprisin' Exercisin'
- The Rock Hounds
- Mount Piney

1969
- The Red Swamp Pox
- The Bold Eagle
- Swamp Snapper

1970
- Surface Surf Aces
- Swamp Water Taffy
- Slinky Minky

1971
- Berry Funny
- Big Mo
- Kooky Cucumbers